# ロバート・フィッツジェラルド (第19代キルデア伯爵)
第19代キルデア伯爵ロバート・フィッツジェラルド（英語: Robert FitzGerald, 19th Earl of Kildare PC (Ire)、1675年5月4日 – 1744年2月20日）は、アイルランド王国の貴族。

## 生涯
ロバート・フィッツジェラルド（Robert FitzGerald、1638年頃 – 1698年1月31日、第16代キルデア伯爵ジョージ・フィッツジェラルドの息子）とメアリー・クロットワーシー（Mary Clotworthy、ジェームズ・クロットワーシーの娘）の息子として、1675年5月4日に生まれた。
1707年11月9日に叔父ウェントワースの息子ジョンが死去すると、キルデア伯爵の爵位を継承、1709年5月5日にアイルランド貴族院議員に就任した。翌年にアイルランド枢密院の枢密顧問官に任命され、1714年にアン女王が崩御すると、ジョージ1世がイギリスに到着するまでのアイルランドにおける摂政官（Lord Justice）の1人に任命された。
1744年2月20日に死去、27日にクライストチャーチ大聖堂で埋葬された。息子ジェームズが爵位を継承した。

## 家族
1709年3月7日、メアリー・オブライエン（Mary O'Brien、1692年2月12日 – 1780年2月10日、第3代インチクィン伯爵ウィリアム・オブライエンの娘）と結婚、4男8女をもうけたが、1男1女以外は早世した。
- ウィリアム（1714年1月24日 – ?） - 夭折[1]
- メアリー（1715年12月24日 – ?） - 早世[2]
- エリザベス（1717年5月11日 – ?） - 早世[2]
- ヘンリエッタ（1719年6月11日 – ?） - 早世[2]
- ジョージ（1720年10月11日 – 1728年4月8日[1]）
- ジェームズ（1722年5月29日 – 1773年11月19日） - 第20代キルデア伯爵、初代リンスター子爵、初代キルデア侯爵、初代リンスター公爵[1]
- キャサリン（1723年10月2日 – 1728年4月8日[2]）
- ジェームズ（1724年12月16日 – 1734年ごろ[2]）
- アン（1726年12月31日 – ?） - 早世[2]
- フランシス（1728年1月8日洗礼 – ?） - 早世[2]
- マーガレッタ（Margaretta、1729年7月2日 – 1766年1月25日） - 1748年3月1日、第2代ヒルズバラ子爵ウィルズ・ヒル（後の初代ダウンシャー侯爵）と結婚、子供あり[3]
- シャーロット（1734年4月3日 – 1740年10月18日[2]）